# Pascal (lenguaje de programación)
Pascal es un lenguaje de programación creado por el profesor suizo Niklaus Wirth entre los años 1968 y 1969, y publicado en 1970. Su objetivo era crear un lenguaje que facilitara el aprendizaje de programación a sus alumnos, utilizando la programación estructurada y estructuración de datos. Sin embargo, con el tiempo su utilización excedió el ámbito académico para convertirse en una herramienta para la creación de aplicaciones de todo tipo.
Pascal se caracteriza por ser un lenguaje de programación fuertemente tipado. Esto implica que, por un lado, el código está dividido en porciones fácilmente legibles llamadas funciones o procedimientos, lo que facilita la utilización de la programación estructurada en oposición al antiguo estilo de la programación monolítica; y, por otro, que el tipo de dato de todas las variables debe ser declarado previamente para que su uso quede habilitado.

## Historia
Antes de adentrarse en el diseño de Pascal, Niklaus Wirth había desarrollado Euler y ALGOL W, y más tarde pasó a desarrollar los lenguajes Modula-2 y Oberon, al estilo de Pascal.
Inicialmente, Pascal estaba en gran parte, pero no exclusivamente, destinado a enseñar a los estudiantes la programación estructurada. Una generación de estudiantes usa Pascal como lenguaje de introducción de cursos de graduación. Las variantes de Pascal también se han usado para todo, desde proyectos de investigación a juegos de PC y sistemas embebidos. Existen nuevos compiladores de Pascal que son ampliamente utilizados.
Pascal fue el lenguaje primario de alto nivel utilizado para el desarrollo en el Apple Lisa, y en los primeros años del Macintosh. Algunas partes del sistema operativo original del Macintosh se traducen a mano al lenguaje ensamblador del Motorola 68000 de sus fuentes Pascal.
Asimismo, el sistema de composición tipográfica TeX, de Donald E. Knuth, fue escrito en WEB, el sistema de programación literaria original, basado en DEC PDP-10 Pascal. 
Por su parte, aplicaciones como Total Commander, Skype y Macromedia Captivate fueron escritos en Delphi (Object Pascal). Object Pascal (Embarcadero Delphi) todavía se utiliza para el desarrollo de aplicaciones Windows, pero también tiene la capacidad de compilación cruzada del mismo código para Mac, iOS y Android. 
Otra versión multiplataforma llamada Free Pascal, con el IDE Lazarus, es popular entre los usuarios de GNU/Linux, ya que también está en línea con la filosofía «escribe una vez y compila en cualquier parte» (write once, compile anywhere). CodeTyphon es una de las distribuciones de Lazarus con más paquetes preinstalados y compiladores cruzados.

## Características únicas
Otra diferencia importante es que en Pascal el tipo de una variable se fija en su definición; la asignación a variables de valores de tipo incompatible no está permitida (en C, en cambio, el compilador hace el mejor esfuerzo para dar una interpretación a casi todo tipo de asignaciones). Esto previene errores comunes donde variables son usadas incorrectamente porque el tipo es desconocido; y también evita la necesidad de notación húngara, que vienen a ser prefijos que se añaden a los nombres de las variables y que indican su tipo.

## Implementaciones
Las primeras versiones del compilador de Pascal, entre ellas la más distribuida fue UCSD Pascal, traducían el lenguaje en código para una máquina virtual llamada máquina-P. La gran ventaja de este enfoque es que para tener un compilador de Pascal en una nueva arquitectura de máquina solo hacía falta reimplementar la máquina-P. Como consecuencia de esto, solo una pequeña parte del intérprete tenía que ser reescrita hacia muchas arquitecturas.
En los años 1980, Anders Hejlsberg escribió el compilador Blue Label Pascal para el Nascom-2. Más tarde fue a trabajar para Borland y reescribió su compilador, que se convirtió en Turbo Pascal para el IBM PC. Este nuevo compilador se vendió por 49 dólares, un precio orientado a la distribución masiva.
El económico compilador de Borland tuvo una larga influencia en la comunidad de Pascal que comenzó a utilizarlo principalmente en el IBM PC. En busca de un lenguaje estructurado, muchos aficionados al PC reemplazaron el BASIC por este producto. Dado que Turbo Pascal solo estaba disponible para una arquitectura, traducía directamente hacia el código máquina del Intel 8088, logrando construir programas que se ejecutaban mucho más rápidamente que los producidos en los esquemas interpretados.
Durante los años 1990 estuvo disponible la tecnología para construir compiladores que pudieran producir código para diferentes arquitecturas de hardware. Esto permitió que los compiladores de Pascal tradujeran directamente al código de la arquitectura en que corre.
Con Turbo Pascal versión 5.5, Borland agregó programación orientada a objetos a Pascal.
Sin embargo, Borland después decidió mejorar esa extensión del lenguaje introduciendo su producto Delphi, diseñado a partir del estándar Object Pascal, propuesto por Apple Inc. como base. Borland también lo llamó Object Pascal en las primeras versiones, pero cambió el nombre a «Delphi» en sus últimas versiones.

## Ejemplos

### Hola, mundo
Un sencillo ejemplo del programa Hola, mundo:
```
PROGRAM
 
HolaMundo
 
(
OUTPUT
)
;

BEGIN

  
WriteLn
(
'¡Hola, mundo!'
)
;

  
{ Como la siguiente instrucción no es ejecutable, no se  

    requiere la instrucción "END.", aunque puede ponerse 

    según las preferencias del programador. }

END
.

```

### Suma
```
PROGRAM
 
Suma
 
(
INPUT
,
 
OUTPUT
)
;

VAR

  
Sumando1
,
 
Sumando2
,
 
Suma
:
INTEGER
;

BEGIN

  
Write
(
'ingrese un número: '
)
;

  
ReadLn
(
Sumando1
)
;

  
Write
(
'ingrese otro número: '
)
;

  
ReadLn
(
Sumando2
)
;

  
Suma
:=
Sumando1
 
+
 
Sumando2
;

  
WriteLn
 
(
'La suma es: '
,
Suma
)
;

  
WriteLn
 
(
'Pulse [Intro] para finalizar...'
)
;

  
readln

END
.

```

### Raíz cuadrada
```
PROGRAM
 
Raiz
 
(
INPUT
,
 
OUTPUT
)
;

(* Obtener la raíz cuadrada de un número real x cualquiera.*)

VAR

  
Valor
,
 
Resultado
:
 
REAL
;

BEGIN

  
WriteLn
 
(
'** Calcular la raíz cuadrada **'
)
;

  
Write
 
(
'Introduzca el valor: '
)
;
 
ReadLn
 
(
Valor
)
;

(* Raíz cuadrada del valor absoluto de x para evitar raíces imaginarias *)

  
Resultado
 
:=
 
sqrt
 
(
abs
 
(
Valor
))
;

  
IF
 
Valor
 
>
 
0
 
THEN
 
(* Si es positivo, existe el resultado en los reales *)

    
WriteLn
 
(
'La raíz cuadrada de '
,
 
Valor
,
 
' es '
,
Resultado
)

  
ELSE
  
(* Si es negativo, el resultado es imaginario *)

      
WriteLn
 
(
'No existe la raíz cuadrada de '
,
Valor
,
' en los reales.'
)
;

  
Write
 
(
'Pulse [Intro] para finalizar...'
)
;

END
.

```

### Bucles
Un ejemplo de bucle:
```
PROGRAM
 
MultiplosDe3
 
(
INPUT
,
 
OUTPUT
)
;

VAR

  
Numero
,
 
Cnt
:
 
INTEGER
;

BEGIN

  
Cnt
 
:=
 
0
;

  
Writeln
 
(
'Entra el primer número de la serie: '
)
;
 
ReadLn
 
(
Numero
)
;

  
WHILE
 
Numero
 
<>
 
0
 
DO

  
BEGIN

    
IF
 
(
Numero
 
MOD
 
3
)
 
=
 
0
 
THEN

      
INC
 
(
Cnt
)
;

    
Write
 
(
'Dame otro número (0 para terminar): '
)
;
 
ReadLn
 
(
Numero
)
;

  
END
;

  
WriteLn
 
(
'La cantidad de múltiplos de 3 ingresados es '
,
 
Cnt
)
;

  
Write
 
(
'Pulse [Intro] para finalizar...'
)

END
.

```

Un ejemplo de bucle:
```
program
 
tabla
;

uses
 
crt
;

var

i
,
n
:
integer
;

begin

 
clrscr
;

 
write
(
´
ingrese
 
la
 
tabla
 
de
 
multiplicar
 
que
 
desee
 
ver
:
 
´
)
;

 
readln
(
n
)
;

 
for
 
i
:=
1
 
to
 
10
 
do

  
begin

   
writeln
(
 
i
,
´
 
x
´
,
n
,
´
 
=
´
,
i
*
n
)

  
end
;

readln

end
.

```

```
PROGRAM
 
CalcularFactorial
 
(
INPUT
,
 
OUTPUT
)
;

(* Función que calcula el factorial de n (n!) de forma recursiva. *)

  
FUNCTION
 
Factorial
 
(
CONST
 
N
:
 
INTEGER
)
:
 
INTEGER
;

  
BEGIN

    
IF
 
N
 
>
 
1
 
THEN

      
Factorial
 
:=
 
N
 
*
 
(
Factorial
 
(
N
 
-
 
1
))

    
ELSE

      
Factorial
 
:=
 
1

  
END
;

VAR

  
Base
:
 
INTEGER
;

BEGIN

  
Write
 
(
'Valor de N: '
)
;
 
ReadLn
 
(
Base
)
;

  
WriteLn
 
(
'N! = '
,
 
Factorial
 
(
Base
))
;

  
Write
 
(
'Pulse [Intro] para finalizar...'
)

END
.

```

### Vectores
```
PROGRAM
 
NotasDeAlumnos
;

uses
 
crt
;

Type

alumnos
 
=
 
array
 
[
1
..
40
]
 
of
 
string
;

var

Nombre
,
 
Apellido
:
 
alumnos
;

Nota
:
 
array
 
[
1
..
40
]
 
of
 
real
;

Begin

clrscr
;
 
/*
Limpia
 
pantalla
*/

For
 
i
:=
 
1
 
to
 
40
 
do

  
begin

   
write
(
´
Ingrese
 
Nombre
:
 
´
)
;

   
readln
(
Nombre
[
i
])
;

   
write
(
´
Ingrese
 
Apellido
:
 
´
)
;

   
readln
(
Apellido
[
i
])
;

   
write
(
´
Ingrese
 
Nota
:
 
´
)
;

   
readln
(
Nota
[
i
])
;

  
end
;

For
 
i
:=
 
1
 
to
 
40
 
do

  
begin

    
write
(
Nombre
[
i
]
,
 
´
 
´
,
Apellido
[
i
])
;

    
if
 
(
Nota
[
i
]
 
>=
7
)
 
then

       
writeln
(
´
 
aprob
ó´
)

    
else

       
writeln
(
´
 
no
 
aprob
ó´
)
;

  
end
;

writeln
(
´´
)
;

Write
 
(
'Pulse [Intro] para finalizar...'
)
;

Readln

until

while

Repeat
 

end
.

```

## Bibliotecas
Las bibliotecas contienen procedimientos y funciones. El objetivo es agrupar funciones asociadas a algún contexto o funcionalidad. Por ejemplo, una biblioteca puede contener todas las funciones trascendentes. Otra más la aritmética de números complejos.
Se las llama bibliotecas porque contienen volúmenes y no «librerías» porque no son negocios de venta de libros. Las bibliotecas son colecciones de programas compilados en formato .OBJ
Cuando se planee usar bibliotecas, se ha de remitir a la sección USES del programa.
Por ejemplo para usar el procedimiento clrscr, que se encarga de borrar la pantalla de la terminal donde aparece la salida del programa en modo texto, y la función readkey, induce al programa a detenerse y a no continuar hasta que el usuario presione una tecla, se debe usar la biblioteca CRT.
program Ejemplo;
```
uses
 
CRT
;

var

  
nombre
:
 
string
[
10
]
;

begin

  
clrscr
;

  
nombre
:=
 
'Manuel'
;

  
writeln
(
nombre
)
;

  
readkey

end
.

```

## Compiladores
Varios compiladores de Pascal están disponibles para el uso del público en general:
1. Delphi es un producto tipo RAD (Rapid Application Development) inicialmente desarrollado por Borland y actualmente por Embarcadero. Utiliza el lenguaje de programación Delphi, descendiente de Pascal, para crear aplicaciones para la plataforma Windows. Las últimas versiones también generan ejecutables para MacOS X, Linux y .NET.
2. Free Pascal está escrito en Pascal (el compilador está creado usando Free Pascal), es un compilador estable y potente. También distribuido libremente bajo la licencia GPL. Este sistema permite mezclar código Turbo Pascal con código Delphi, y soporta muchas plataformas y sistemas operativos.
3. Compilador GNU Pascal (GPC), escrito en C, basado en GNU Compiler Collection (GCC). Se distribuye bajo licencia GPL.
4. Turbo Pascal fue el compilador Pascal dominante para PC durante los años 1980 y hasta principios de los años 1990, muy popular debido a sus magníficas extensiones y tiempos de compilación sumamente cortos. Actualmente, versiones viejas de Turbo Pascal (hasta la 7.0) están disponibles para descargarlo gratuito desde el sitio de Borland (es necesario registrarse).
5. Oxygene es un compilador de Object Pascal para las plataformas .NET y Mono. Creado por RemObjects Software. Incluye características modernas en la sintaxis, con influencias de C#, Eiffel, Java, F# y otros lengaujes.

Modern Pascal es un intérprete y compilador a p-code, multiplataforma escrito en Free Pascal. Está pensado como una solución alternativa a PHP y node.js, usando el dialecto de Pascal ISO o un dialecto híbrido con operadores de JavaScript/C.
1. Kylix fue una versión de Delphi para el sistema operativo Linux promovida por la antigua Borland reiterando la rama de Pascal de sus productos. Como descendiente de Delphi cuenta con una librería de objetos mejorada llamada CLX, que es la versión para Linux de la VCL. Sin embargo, el proyecto ya se había descontinuado mucho antes de que Borland vendiera todos sus productos de desarrollo a Embarcadero Technologies, actual dueño de Delphi.
2. MidletPascal para la plataforma J2ME.
3. Turbo51 es un compilador Pascal libre para la familia de microcontroladores 8051 family, que maneja la sintaxis de Turbo Pascal.
4. PIC Micro Pascal, para microcontroladores PIC.
5. PicPas, compilador multiplataforma y de código abierto, para microcontroladores PIC, de gama media. Incluye una IDE y un simulador/depurador en la misma aplicación.
6. Smart Mobile Studio traduce un programa en dialecto Object Pascal a JavaScript, especialmente diseñado para ser utilizado en dispositivos móviles.
7. TMT. Pascal.

## IDE
- Delphi incluye una IDE moderna y bastante completa, además del compilador que se incluye en como parte de su producto comercial.
- Lazarus es un clon de Delphi, basado en Free Pascal es software libre.
- Dev-Pascal es una IDE para desarrollar en Object Pascal que soporta a los compialdores Free Pascal and GNU Pascal.
- MSEide es una IDE multiplataforma para desarrollar sobre Free Pascal. Incluye su propia librería de clases.
- CodeTyphon es una IDE multiplataforma para desarrollar sobre Free Pascal, muy similar a Lazarus, pero incluye una cantidad mucho mayor de componentes visuales.

## Actualidad
Actualmente sigue utilizándose este lenguaje en el desarrollo de aplicaciones, gracias a la aparición de herramientas de desarrollo para nuevas plataformas como Oxygene o Smart Mobile Studio y la modernización de compiladores y entornos más antiguos como Delphi, Free Pascal y Lazarus.
Hoy en día se usa el compilador Free Pascal y similares para enseñar programación en las escuelas. También se usan compiladores más antiguos como el Turbo Pascal.